# إد كوكس
إد كوكس (بالإنجليزية: Ed Cox)‏ هو شاعر أمريكي، ولد في 6 يوليو 1946، وتوفي في 1 سبتمبر 1992.